# 基博加區
基博加區是非洲中部國家烏干達的111個區之一，由中部區負責管轄，首府是基博加，距離首都坎帕拉約135公里，海拔高度1,600米，經濟產業有農業和畜牧業，2010年人口估計為140,100。

## 外部連結
- Kiboga District Homepage
- About Kiboga District （页面存档备份，存于）

1°00′N 31°46′E / 1.000°N 31.767°E